# Loussous-Débat
Loussous-Débat (gaskognisch:Lo Sos Devath) ist eine französische Gemeinde mit 73 Einwohnern (Stand 1. Januar 2022) im Département Gers in der Region Okzitanien; sie gehört zum Arrondissement Mirande.

## Geografie
Loussous-Débat liegt rund 41 Kilometer (Luftlinie) westlich der Stadt Auch im Westen des Départements Gers. Sie gehört zum Weinbaugebiet Côtes de Saint-Mont und zum Weinbrandgebiet Armagnac. Zahlreiche Gewässer entspringen im oder durchqueren das Gemeindegebiet. Am bedeutendsten sind die Flüsse Midou und Petit Midour, die die West- bzw. Ostgrenze der Gemeinde bilden. Auf dem Gemeindegebiet liegen zudem zwei kleine Stauseen. Die Gemeinde liegt abseits von wichtigen überregionalen Verkehrsverbindungen. Die nächstgelegene Bushaltestelle ist Cahuzac-sur-Adour an der Linie 940 (Tarbes – Mont-de-Marsan).
Umgeben wird Loussous-Débat von den Nachbargemeinden Aignan im Nordwesten, Norden und Nordosten, Couloumé-Mondebat im Südosten und Süden, Lasserrade im Südwesten sowie Pouydraguin im Westen.

## Geschichte
Die Gemeinde lag in der Gascogne und gehörte dort zur Region Bas-Armagnac. Von 1793 bis 1801 gehörte Loussous-Débat zum Distrikt Nogaro. Von 1793 bis 2015 war sie dem Wahlkreis (Kanton) Aignan zugeteilt.

## Bevölkerungsentwicklung
| Jahr                       | 1962 | 1968 | 1975 | 1982 | 1990 | 1999 | 2006 | 2020 |
| Einwohner                  | 89   | 67   | 63   | 66   | 51   | 56   | 47   | 66   |
| Quellen: Cassini und INSEE |      |      |      |      |      |      |      |      |

## Sehenswürdigkeiten

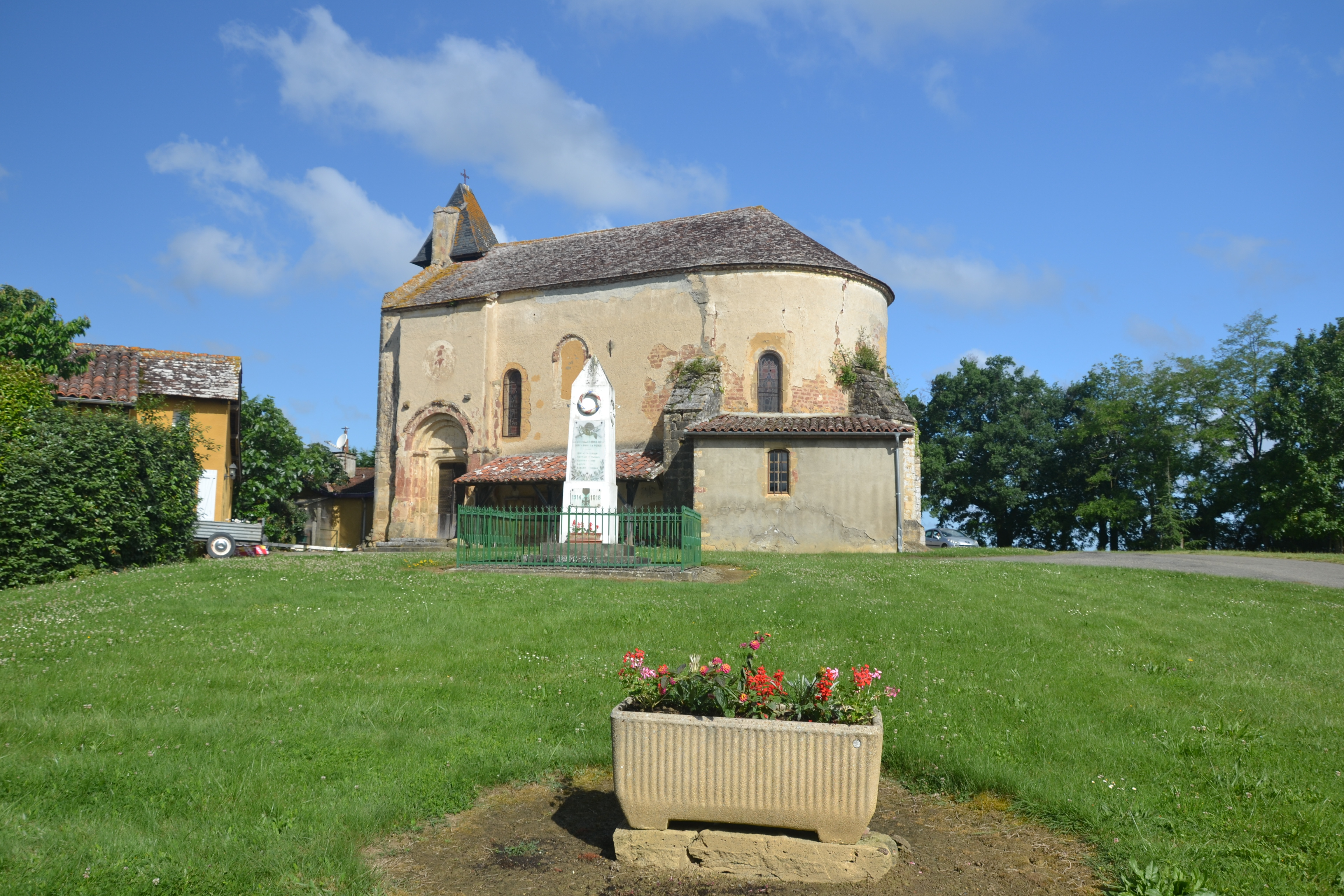
Kirche Saint-Michel
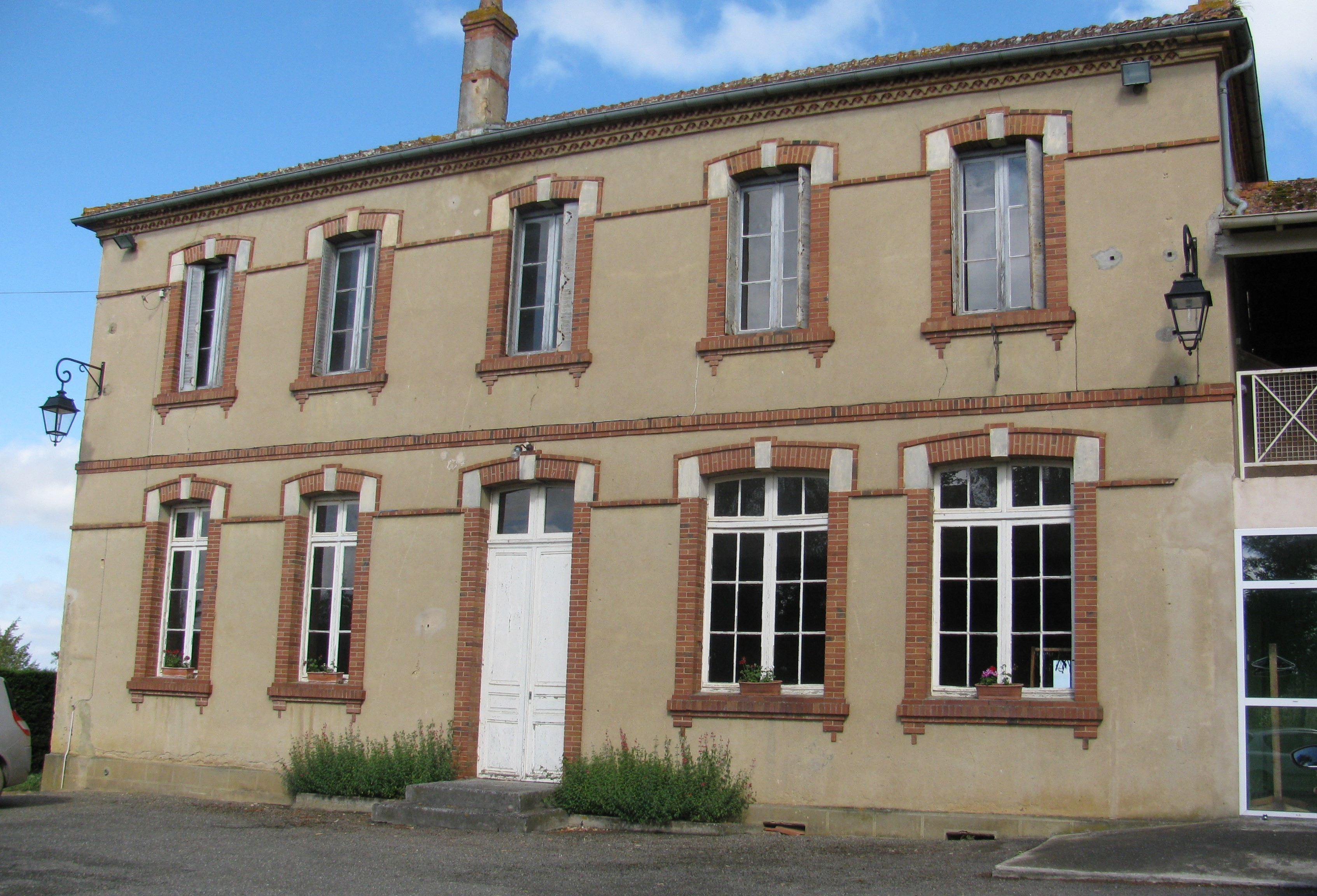
Mairie (Rathaus) von Loussous-Débat
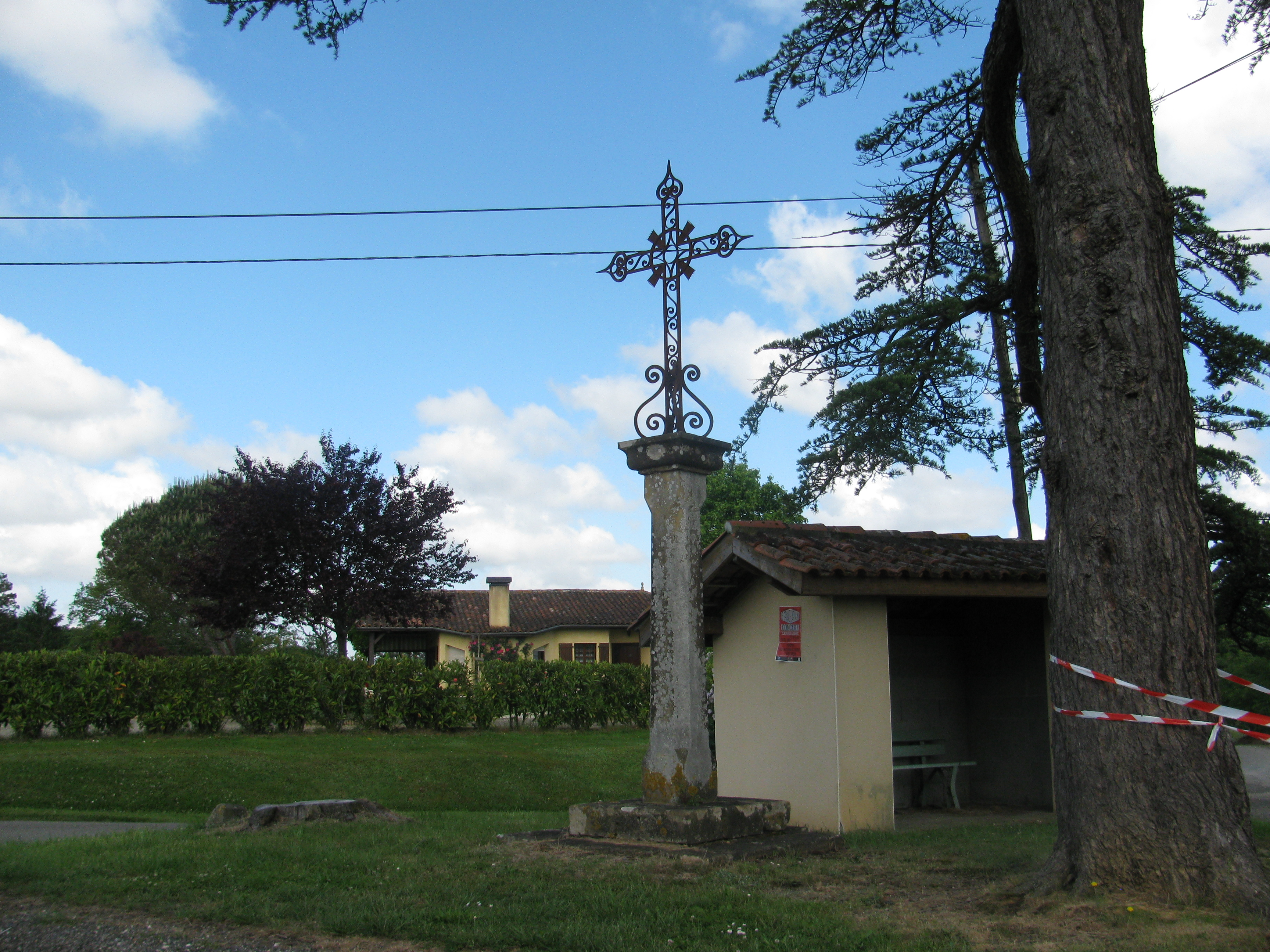
Wegkreuz
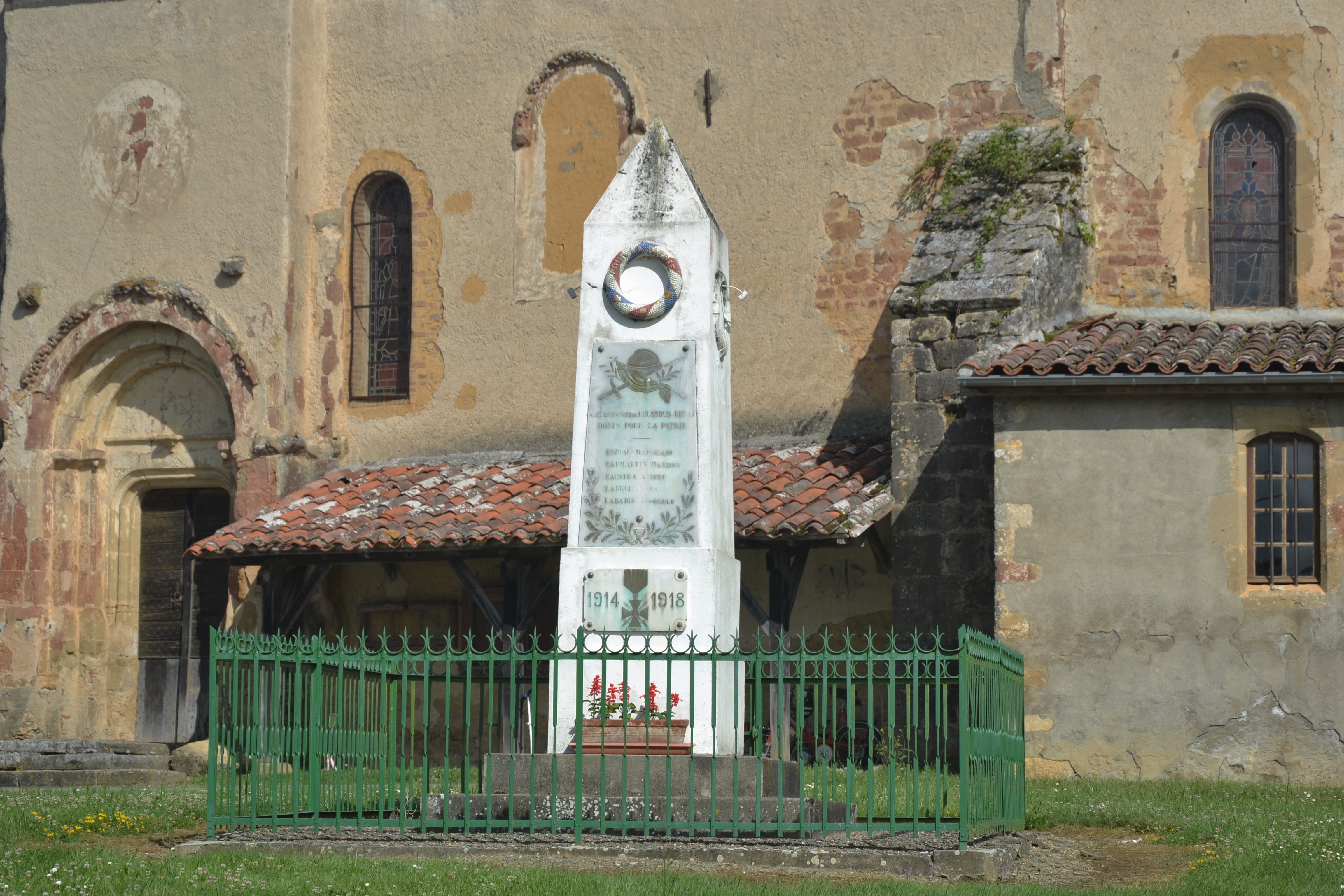
Denkmal für die Gefallenen

- Kirche Saint-Michel
- Mairie (Rathaus) von Loussous-Débat
- Wegkreuz
- Denkmal für die Gefallenen

## Persönlichkeiten
- Claude Desbons (1938–2001), Bürgermeister von Auch, Abgeordneter der Nationalversammlung